# Ерекција
Ерекција (лат. erectio) је израз преузет из латинског језика, а означава подизање, или подигнуто/уздигнуто стање. Најчешће се користи за означавање укочености (укрућености) еректилних животињских ткива и органа — пениса, клиториса и брадавица. Ерекција ових ткива изазвана је бројним психолошким и физиолошким чиниоцима — свеукупним сексуалним узбуђењем, као и појачаним притицањем и отежаним отицањем крви при сексуалном чину (у случају пениса и клиториса), утицајем хормона окситоцина (брадавице), пуном мокраћном бешиком. Код људи се понекад дешава и спонтано, у току сна.
Рефлексан је чин, а регулише га центар за ерекцију из слабинског дела кичмене мождине. Налази се под утицајем виших нервних центара великог мозга и више жлезда са унутрашњим лучењем. Код већине врста, ерекција пениса мужјака представља неопходан предуслов за нормално обављање полног чина.